# John Williams (actor)
John Williams (n. 15 aprilie 1903, Chalfont, Buckinghamshire, Anglia – d. 5 mai 1983, La Jolla, California, USA) a fost un actor britanic.

## Date biografice și carieră
Între anii 1930 - 1978, Williams a jucat aproape în 40 de filme și peste 40 de filme TV. În 1953 el este distins cu premiul Tony Award printre filmele mai renumite în care a jucat se numără "Dial M For Murder", "Back for Christmas" (1956), "Whodunit" (1956), "Wet Saturday" (1956), "Banquo’s Chair" (1959) și Columbo (1972).

## Filmografie (selecție)
- 1936 Extravagantul domn Deeds (Mr. Deeds Goes to Town), regia Frank Capra
- 1947 Cazul Paradine (The Paradine Case), regia Alfred Hitchcock
- 1954 Cu C de la Crimă (Dial M for Murder), regia Alfred Hitchcock
- 1954 Sabrina, regia Billy Wilder
- 1965 Dragă Brigitte (Dear Brigitte), regia Henry Koster
- 1968 Bănuiala (A Flea in Her Ear), regia Jacques Charon